# جناس مرکب
جناس مرکب در آرایه‌های ادبی نوعی از جناس تام است. جناس مرکب جناسی است که یکی از ارکان آن حداقل از دو واژه یا به عبارتی از یک گروه تشکیل شده باشد. مفهوم مرکب در این‌جا به معنی «ترکیب» یا به اصطلاح زبان‌شناسان «گروه» است؛ یعنی همان چیزی است که در ترکیب اضافی و وصفی وجود دارد نه آنچه به‌عنوان کلمه ساده، مرکب و مشتق- مرکب در ساخت واژگان فارسی می‌شناسیم. به عبارت دیگر در جناس مرکب یکی از دو رکن جناس، یک واژه (ساده یا مرکب)، و رکن دیگر یک گروه است.
در «جناس مرکب» یک واژه، چه ساده و چه مرکب، در کلام به اجزای معنادار آن تقسیم می‌شود و با شکل قبلی خود نوعی جناس تام را به‌وجود می‌آورد که تعداد تکیه‌شان با یکدیگر متفاوت است؛ زیرا یکی از ارکان، گروه است، و حداقل از دو واژه تشکیل شده است و هر واژه تکیه جداگانه‌ای دارد.
مثال:
| زان شده در پیش شاهان دورباش |  | کای شده در پیش شاهان دورباش |

در این بیت «دورباش» مصرع اول، یک اسم مرکب است و «دورباش» مصرع دوم، نیز یک گروه (مسند و فعل ربطی) است.